# ذكرى وطن (مسلسل)
ذكرى وطن هو مسلسل تلفزيوني عراقي عرض في عام 2009.

## الممثلون
- ريام الجزائري
- هديل كامل
- آسيا كمال
- جمانة كريم
- فوزية حسن
- سعد محسن